# Turrivolutopsius stejnegeri
Turrivolutopsius stejnegeri is een slakkensoort uit de familie van de Buccinidae. De wetenschappelijke naam van de soort is voor het eerst geldig gepubliceerd in 1884 door Dall.